# Ormön, Östhammars kommun

Ormön är en ö i norra Roslagen, Gräsö socken, Östhammars kommun, Uppsala län (nära gränsen till Norrtälje kommun). Ön kan endast nås via båt, exempelvis från Singö eller Gräsö. På en karta från 1600-talet benämns ön som "Ormöhn". Ön är 3,04 km² stor och har vuxit samman med några mindre öar, bland annat Nötskäret. Smala sund skiljer ön från Stora risten och Sladdarön. 
Ormön har haft fast befolkning åtminstone sedan 1500-talet då ön var frälsegods tillhörigt Ture Pedersson Bielke. Förutom fiske och jordbruk var säljakt en viktig näring för öborna. Ännu i början av 1900-talet var Ormön en viktig mötes- och magasinsplats där fiskare från Åland rastade liksom de stora skötbåtarna från Gävletrakten som bedrev fiske i Roslagen. Under 1940-talet kom flera estniska flyktingar till Ormön och flera blev kvar här. Under början av 2000 minskade antalet helårsboende snabbt samtidigt som medelåldern på ön ökade. Samtidigt ökade antalet fritidshus och steg snabbt i pris. 2012 fanns 12 helårsboende på ön och ett sextiotal fritidshus.